# Wan Air
Wan Air — авіакомпанія, що базується в Фаа, Таїті, Французька Полінезія. Виконує приватні замовні рейси для компаній, що займаються видобутком перлів. Громадські пасажирські перевезення не входять у сферу діяльності компанії.

## Коди
- IATA: 3W
- ICAO: VNR
- Позивний: Wanair

## Історія
Компанія була заснована в 1987 році, і спочатку, займаючись переважно чартерними пасажирськими перевезеннями, мала постійні рейси на прилеглі острови — Бора-Бора, Хуахіні, Раіатеа, а також на деякі більш віддалені — Маркізькі і Туамоту.
28 листопада 2004 року Wan Air виключила зі своєї діяльності чартерні і регулярні пасажирські рейси, переключившись на окремі замовлення від компаній, що займаються видобутком перлів.

## Флот
Станом на серпень 2006 року флот компанії складався з таких літаків:
- Dornier 328Jet — 1
- Raytheon Beech 1900D Airliner (англ.) — 1

За станом на 1990 рік компанія також володіла літаком Dassault Falcon 50